# Egán Ede
Borostyánkői Egán Ede (Edward Heinrich Anton, Csáktornya, 1851. július 3. – Szerednye mellett, 1901. szeptember 20.) mezőgazdasági szakember, gazdálkodó, kultúrpolitikus.

## Családja
Apai ágon elszegényedett ír hercegi családból származott, ami vallási konfliktusok miatt hagyta el előbb őshazáját, Írországot, majd Angliát is. Nagyapja, James O’Egan (Jakab, 1775-1834) fiatalon a zweibrückeni uradalomban élt, majd herceg Grassalkovich Antal meghívására 1809-ben jött Magyarországra, Pozsonyba. Szaktudásával, írországi tapasztalataival mint fő-istállómester szolgálta a herceg lótenyésztési törekvéseit, 
és segítette a gróf Széchenyi Istvánnal alapított falkavadász-társaság megszervezésében. Édesapja, Edward (Ede) O'Egan (1816-1880), bár eredetileg orvosnak tanult, az 1840-es évek végére már az ország egyik legismertebb mezőgazdásza volt, s ebben az időben bízta meg báró Sina Simon is valamennyi birtokának korlátlan hatalmú kormányzásával. Magyarországi uradalmakban betöltött jószágigazgatói tevékenysége után 1865-ben megvásárolta a Vas megyei borostyánkői uradalmat Batthyány Gusztáv hercegtől. A családtagok egy része megtartotta az ősi O’Egan nevet, mások neve elől elkopott az O betű.
Édesanyja, Koch Júlia (1828–1902), Koch Henrik (1781–1861) osztrák udvari építész és iparművész lánya volt.
Ifj. Egan Ede öccse, Egan Lajos miniszteri tanácsos volt a fiumei magyar királyi kormányzóságnál, akivel és akinek Béla nevű fiával együtt 1890. március 7-én Bécsben Ferenc József királytól megkapta régi angol nemesi címerük épségben tartásával, a borostyánkői előnevet és a magyar nemességet. Volt egy húga is, Irma.
1878-ban vette feleségül az akkor húszéves Krieger Erzsébetet (1858–1913), Ernst Krieger (?–1895) porosz (karbowói) nagybirtokos lányát. Három fiuk született: László 1879-ben, Imre, aki politikus lett 1881-ben, és Jenő 1886-ban. Halála után két fia, László és Jenő porosz állampolgárokká lettek s régi ír, illetőleg magyar nemességük elismerése mellett özvegy Egán Edénével együtt 1903-ban II. Vilmos német császár „von Egan-Krieger” kettős névvel német nemességet adományozott nekik.

## Életpályája
Egán Ede soproni középiskolai, majd szombathelyi főgimnáziumi tanulmányainak elvégzése után két éven át egy szászországi birtokon gyakornokoskodott. A bécsi mezőgazdasági főiskolán és a hallei egyetemen tanult. Nemzetgazdasági és agrárjogi képzettséget szerzett.
Apja Vas vármegyei birtokán, Borostyánkő községben kezdte meg mezőgazdasági tevékenységét, majd tanulmányutakat tett több német-, cseh- és magyarországi, a későbbiekben pedig svájci, észak-itáliai és angol gazdaságban. 27 éves korára egy 30 ezer katasztrális holdas poroszországi uradalom jószágigazgatója volt Karbowóban (ma Lengyelország). Itt házasodott meg és kiköltözött apósa uradalmába. Édesapja 1880-ban bekövetkező halála után hazatért és átvette a borostyánkői családi birtok vezetését, miközben számos, nagy visszhangot kiváltó szakcikket közölt a hazai szarvasmarha-tenyésztés és tejgazdálkodás fejlesztéséről, amire a kormányzat is felfigyelt.
1883-tól, mint a kezdeményezésére szervezett Országos Tejgazdasági Felügyelőség vezetője, elősegítette a magyarországi tejgazdaság és sajtipar fellendülését. Előadásokkal, cikkekkel, röpiratokban csinált propagandát, részletes programokat dolgozott ki nem csak szakmai tekintetben, hanem a szakoktatás fejlesztésre is, buzdítására létesült az országban több tejipari telep és tejszövetkezet. Fő szerepe volt az Andrássy Aladár és Beniczky Gábor által létesített Budapesti Központi Tejcsarnok Szövetkezet létrehozásában, amely az első világháborúig kitűnő minőségű, üvegekbe töltött tejjel látta el a fővárost. Svájci tapasztalatai alapján a Kárpátok hegykoszorúján folytatott havasi gazdálkodás erőteljes fejlesztését is szorgalmazta, amivel kapcsolatban szakkönyveket is írt és jelentetett meg. 1884-ben vette fel az osztrák-magyar állampolgárságot. 1890-ben lemondott minisztériumi tisztségéről és felesége birtokára, az akkori Németországba, Słoszewo községbe (nyugat-porosz tartomány) költözött, ahol földbirtokosként aratott sikerekeit is publikálta német lapokban és számos mezőgazdasági vonatkozású cikket és könyvet írt. Többek között a magyar lótenyésztés és kereskedelem emelésében tevékenyen is részt vett. 1892-ben a család borostyánkői uradalmának nagyobb részét és - egy lakrész kivételével - a hozzá tartozó várkastélyt is eladta Almásy Györgynek.
1897-ben a földművelésügyi miniszter, Darányi Ignác felkérte, hogy tanulmányozza a kárpátaljai helyzetet, és készítsen egy tervezetet, mely visszaszorítja a nyomort, az éhínséget, és az ennek következtében fellépő kivándorlást. Azért esett a választás rá, mert már jóval korábban is kutatta az alpesi jellegű gazdálkodás magyarországi lehetőségeit, aminek  meghonosítására a Kárpátok északkeleti vidékét (főleg Bereget, Máramarost és Ugocsát) tartotta alkalmas területnek. A Magyar Tudományos Akadémia nemzetgazdasági bizottságának ülésén, 1890 tavaszán előadást is tartott a témáról. Egán 1898 elején benyújtotta jelentését, melyben leírta, hogy a nyomorért a hegyvidéki klímán nem megfelelői gazdálkodási módok, a 250 ezer kataszteri holddal rendelkező Schönborn család, a rossz terméshozamú növényfajták, a nagybirtok okozta föld- és legelőínség, a leromlott igás- és haszonállat-állomány és a hivatalnokok korrupciója felelős. Ezen felül okolta még a helyi zsidóság azon részét, mely kapcsolatainak, pénzügyletekben való jártasságának köszönhetően hozzájárult ahhoz, hogy a hegyvidéken élők egyre rosszabb körülmények között éljenek.
A helyzet javítása érdekében kidolgozta az úgynevezett hegyvidéki akciót, melynek köszönhetően jó minőségű szerszámokhoz, élelmiszerekhez, vetőmagokhoz juthattak hozzá a helyi gazdálkodók. Szervezett továbbá hitelszövetkezeteket, melyek méltányos feltételekkel nyújtottak kölcsönt a gazdáknak. Állami pénzen bérelt a Schönborn-Buchheim-hitbizomány legelőiből földet, s ezeket reális áron adta ki a kisparaszti bérlőknek. Szétosztott alpesi tenyészállatokat, vetőmagokat a rászorulók számára. A hegyvidéken kifizetődőbb ágazatok, például havasi tejgazdaságok kifejlesztésével próbálkozott.
Az akció „kulturális” programjával a ruszinok részbeni elmagyarosítását kívánta elérni, görögkatolikus vallásuk megtartásával. Sokat tett az erdélyi és kelet-magyarországi szarvasmarha-tenyésztés és tejgazdálkodás fellendítéséért is. 1901. szeptember 20-án Ungvár és Munkács között, Szerednye község mellett valószínűleg – uzsorások által megbízott – bérgyilkos áldozata lett.
A korabeli sajtóból tudható, hogy Egán halálát először öngyilkosságnak ítélték. Ady Endre 1901. szeptember 21-én a Nagyváradi Naplóban a következőket írta: "Szomorú, gyászos végéről egy sokat emlegetett szereplő embernek hoz hírt a telegráfdrót. Egán Ede, a felvidéki ruténság helyzete javítására indított akció kormánybiztosa agyonlőtte magát. Megdöbbentő, váratlan vége ez a nagy energiát mutató, csupa akció-embernek. Nagyon sokat dolgozott. Szinte úgy tűnt föl nekünk néha, hogy a maga küldetését százszorosan nagyobbnak látja, mint amilyen valójában, s a nagy, becsületes fantaszták lelkesedésével, rajongásával vágott neki minden talált vagy képzelt akadálynak. Nem kímélt senkit, de legkevésbé kímélte önmagát... Dolgait, akciójának fanatikus voltát nemegyszer láttuk nagy veszedelműeknek. Sokszor bíráltuk nagyon erősen. De elismertük jóhiszeműségét. Elismertük s elismerjük, hogy fanatikus munkálkodása, energiája nagyon sok hasznosat mívelt. Mindenesetre ellenfelei voltunk. Ám most, mikor az előhívott halál kitiltja a tollból a kritikát, mi csak egy tudós, lelkes, rajongó ember megdöbbentő tragikumát látjuk. Ez a sötét tragikum könnyet érdemel."
A biztositótársaságok először kiküldött emberei az elhunyt koporsóját felnyittatták, és szemlét tartattak a lőtt sebet illetőleg, majd a szerencsétlenség helyén is helyszíneltek, s hogy a 400 000 korona életbiztosítási összeg kifizetését megtagadhassák, Egán Ede halálát öngyilkosságnak minősítették. Az örökösök a bírósághoz fordultak a kötvény megtámadása miatt, s így az kérelmükre az előzetes tanú és szakközegek kihallgatását rendelte el. Az ehhez kapcsolódó helyszíni szemle során már kizárták az öngyilkosságot és véletlen balesetet állapítottak meg, miszerint megcsúszott és esés közben szerencsétlen véletlen miatt sülhetett el Mauser-féle fegyvere. E feltevés mellett szólt, hogy a fegyverből kilőtt töltény nem hatolhatott ki teljesen a závárból és a fegyvertöltény elgörbülése. A hivatalos halálokként ezt állapították meg, de ez még a 21. században is vitatott. Egán egyik lelkes rajongója, Bihar Jenő újságíró, a Magyar Állam című lap akkori belső munkatársa tüzetes magánnyomozásba kezdett, s az eredményt kis könyvben, még 1901-ben közzétette Egán Edét meggyilkolták címmel. Bizonyossággal azonban egyik halálok (baleset, gyilkosság) sem zárható ki vagy jelenthető ki.

## Elismerései
1885-ben, mint tejgazdasági felügyelő a Ferenc József-rend lovagkeresztje, majd 1894-ben Magyarország gazdasági érdekeinek előmozdítása iránt szerzett érdemeiért, és 1899-ben már mint miniszteri tanácsos kiváló szolgálatainak elismeréséül is 3. osztályú Osztrák Császári Vaskorona-rend kitüntetésben részesült.

## Emlékezete
- A családi sírboltban temették el, a Vas vármegyei Borostyánkő községben.
- Egán Ede halála után, bár a hegyvidéki akció tovább folytatódott, csakhamar "egy szürke hivatal léleknélküli adminisztrációs munkásságáig süllyedt", így nem is érhette el célját, nem tudott gyökeres változást előidézni a ruszinság helyzetében.
- Nem sokkal halála után emlékművet állítottak az őt ért tragédia helyszínén (Börvingesen). Az emlékmű a 20. század során elpusztult ugyan, ám a rendszerváltás után újat emeltek az Ungvárt Munkáccsal összekötő autóút mentén, nem messze az eredeti emlékjel helyétől. A ruszinok mai napig nagy tisztelettel emlékeznek rá.[27]
- Munkásságát Bartha Miklós (Rugonfalva, 1848 – Budapest, 1905) magyar jogász, publicista, politikus, országgyűlési képviselő méltatta a Kazárföldön (Budapest, 1901) című könyvében.
- 1944–1945 között Kelenföldön a(z 1953 óta) Than Károly utca viselte nevét (2006-ban leszármazottja, az ír állampolgár, John J. Egan kezdeményezte újra ezt az elnevezést, de a javaslatot képviselőtestület elutasította).[28][9]
- Ungváron a várost átszelő Ung folyó bal partján az 1990-es évek elején az addigi Marx Károly teret nevezték el róla.[9]
- „Egán Ede” Kárpátaljai Gazdaságfejlesztési Központ Jótékonysági Alapítvány[29][30]

## Munkái
Számos cikke és tanulmánya jelent meg a hazai és külföldi szaklapokban.  Szorgalmazta a tejszövetkezetek létrehozását Budapesten, és kidolgozta a budapesti központi tejcsarnok alapszabály-tervezetét.
- A tejgazdaság állása a mai gazdasági üzletben (Budapest, Wilckens-Waidl, 1882)
- Darf es "Milch für Reiche" und "Milch für Arme" geben? : ein Wort gegen die sogenannten "Kindermilch-Anstalten" (Heinsius, Bremen, 1883)
- A tejgazdaság terén az 1883 évben tett intézkedésekről : gróf Széchenyi Pál földmivelés-, ipar- és kereskedelemügyi magyar kir. minister ur ő Nagyméltóságához beterjesztett jelentése /(Budapest, Pesti kny.,1884.)
- Die milchwirthschaftlichen Bestrebungen in Ungarn Jahresbericht über die im Jahre 1883 entwickelte Thätigkeit (Heinsius, Bremen, 1884)
- Der gegenwärtige Zustand der Milchproduktion und Milchprodukten-Handels in Ungarn (Pallas, Budapest, 1885)
- Magyarország tejgazdasági termelésének és kereskedésének mai helyzete (Budapest, Pallas, 1885.)
- Az Országos Tejgazdasági Felügyelőség feladata eddigi működése és czéljai a jövőre nézve (Budapest: Rudnyánszky A.,1885.)
- Magyarország tejgazdasági termelésének és kereskedésének mai helyzete (Budapest, Pallas, 1885.)
- Román szomszédaink (Budapest, Kilián, 1886. online elérés)
- A tejgazdaság fontossága Erdély marhatenyésztési viszonyainak fejlesztésére. (Kolozsvár, 1887.)
- Az országos tenyészkerületek kérdése a tejgazdaság szempontjából (Budapest, Pesti Kvny., 1887.)
- A szeszadó-törvényjavaslat ügyében az országos gazdasági egyesület közigazgatási szakosztályának 1888. márczius 22-iki gyűlésén tartott beszéd (Budapest, Pesti Könyvnyomda Rt., 1888)
- Értekezés a Budapesten szövetkezeti alapon létesitendő központi tejcsarnok tárgyában /(Budapest, Károlyi, Morvay és Mérei, 1889.)
- Kárpátaink közgazdasági hivatása: intő szó a magyarországi "havasi gazdaság" fejlesztése érdekében (Budapest, Pesti Könyvnyomda Rt., 1890)
- Az erdélyi szarvasmarhatenyésztés feladatai. (Kolozsvár, 1890.)
- A marha-tüdővész (ragályos tüdőlob) veszélye Magyarország mezőgazdaságára (Budapest, Pesti Ny., 1890.)
- Das Ungarische Pferd, seine Zucht und Leistung. Eine Distanzritt-Reminiscenz. Mit zwölf Tafeln. (Berlin, Parey, 1893)
- Ein Wort für das arabische Pferd (társszerző: Emil Volkers, Velten, Berlin, 1896)
- Landwirtschaftliche Skizzen aus Ungarn (Berlin, 1898.)
- Magyar állattenyésztő, föl a havasra! (Budapest : Budapesti Hírlap Ny., 1899.)
- A hegyvidéki földművelő nép közgazdasági helyzetének javítását célzó állami akció ügyében (jelentés. Bp. 1900.)